# Геджень (Вилча)
Геджень, Геджені (рум. Găgeni) — село у повіті Вилча в Румунії. Входить до складу комуни Ледешть.
Село розташоване на відстані 170 км на захід від Бухареста, 40 км на південний захід від Римніку-Вилчі, 59 км на північ від Крайови.

## Населення
За даними перепису населення 2002 року у селі проживали 309 осіб, усі — румуни. Усі жителі села рідною мовою назвали румунську.